# ميدالية سودينلاند
1 أكتوبر 1938 ميدالية تذكارية ( (بالألمانية: Die Medaille zur Erinnerung an den 1. Oktober 1938)‏ أكتوبر 1938 )، المعروف باسم ميدالية سودينلاند كان زخرفة ألمانيا النازية التي منحت في فترة ما بين الحربين.

## وصف
تأسست في 18 أكتوبر 1938، منحت الميدالية للأفراد العسكريين الألمان الذين شاركوا في احتلال سوديتنلاند واحتلال تشيكوسلوفاكيا في مارس 1939. 
مُنحت الميدالية لجميع المسؤولين الحكوميين الألمان (وكذلك من Sudeten) وأعضاء الفيرماخت وشوتزشتافل الألمانيين الذين ساروا في سوديتنلاند. في وقت لاحق تم منحها للموظفين المشاركين في احتلال فلول تشيكوسلوفاكيا في 15 مارس 1939. تم منحها حتى 31 ديسمبر 1940. في جميع 16161617 ميدالية و 134.563 بار. 